# حمام ربي
حمام ربي أحد الحمامات المعدنية الثلاثة الموجودة على مستوى ولاية سعيدة في الجزائر (حمام ربي، سيدي عيسى، سخونة) يبعد عن مقر الولاية ب 12 كلم.
كان موجود مند الحقبة الرومانية وعند مجيء المستعمر الفرنسي سماه بتسمية حمام الربيع، ولأن اللغة الفرنسية لاينطق فيها حرف ع سمي بـ حمام ربي بدل الربيع.